# Nikita Filin
Nikita Samuel Filin (* 3. Mai 2006) ist ein US-amerikanischer Tennisspieler.

## Karriere
Filin spielte zwischen 2021 und 2024 auf der ITF Junior Tour. Auf der Grand-Slam-Ebene nahm er nur an den US Open 2024 teil, wo er eine Wildcard erhalten hatte und im Doppel mit zwei Siegen den Einzug ins Viertelfinale schaffte. In der Junioren-Rangliste erreichte er mit Platz 57 seine höchste Notierung. Von den vier Einzel- und sieben Doppeltiteln war der Turniersieg beim J1 San Diego im Doppel sein größter Erfolg.
2024 begann Filin ein Studium an der Ohio State University, wo er im College Tennis aktiv ist. Bei den Profis nahm er zeitgleich gelegentlich an Turnieren teil. Er sammelte auf der ITF Future Tour erste Punkte für die Weltrangliste und gab in Columbus im Doppel auch sein Debüt auf der ATP Challenger Tour. Weil Filin mit Alexander Razeghi den Titel bei den US-amerikanischen Juniorenmeisterschaften gewann, durfte er bei den US Open 2024 im Doppel auch bei den Profis antreten. Sie schieden dort in der ersten Runde gegen Nicolás Barrientos und Skander Mansouri aus.